# Jacques François Ardant de Beaublanc du Masjambost
Pour les articles homonymes, voir Ardant.
Jacques François Ardant de Beaublanc du Masjambost, né le 25 janvier 1761 à Limoges (Haute-Vienne), mort le 23 janvier 1836 à Metz (Moselle), est un militaire français de la Révolution et de l’Empire.

## États de service
Il entre en service le 29 décembre 1786, comme ingénieur des ponts et chaussées, chargé de travaux importants à La Rochelle et à Dunkerque. Il passe dans le corps du génie avec le grade de capitaine de 5e classe le 15 mars 1793, et il est élevé à la 4e classe le 31 août suivant, puis à la 3e classe le 16 décembre 1793, et enfin à la 1re clase le 22 septembre 1794.
En l’an III, il est détaché de la place de Longwy, où il est employé, pour suivre l’armée de la Moselle, et du 7 octobre 1798 au 12 mars 1800, il sert aux armées de Rome, de Naples et d’Italie. Il est nommé chef de bataillon sur le champ de bataille le 30 juin 1799, grade confirmé par le premier Consul le 6 janvier 1800. Il commande et conduit le siège de Civitavecchia, assiste à toutes les affaires qu’a à soutenir la 1re division de l’armée de Naples, dont il dirige le génie. Il commande ensuite le génie de l’aile droite de l’armée d’Italie, et se trouve aux batailles sous Novi les 15 août, 24 octobre et 6 novembre 1799, et il a un cheval tué sous lui dans cette dernière journée. Le 15 décembre 1799, dans la rivière du Levant, où il commande la colonne du centre, il reprend à l’ennemi les postes dont il s’est emparé, le culbute et lui fait 400 prisonniers dont une douzaine d’officiers, un major et un colonel.
Sous-directeur de la forteresse de Mayence le 28 mars 1800, il dirige les travaux de défense de cette place, et à la paix il fait démolir Cassel et autres ouvrages sur la rive droite du fleuve. Le 10 février 1802, il passe à la direction à Luxembourg , et il est fait chevalier de la Légion d’honneur le 14 juin 1804. 
Le 22 octobre 1805, il est appelé à la Grande Armée, où il est employé à l’état-major général du génie, et le 1er décembre 1805, il reçoit l’ordre d’aller prendre le commandement des travaux de Braunau. Le 8 novembre 1806, il quitte cette place pour suivre l’état-major général du génie en Prusse et en Pologne. Il est chargé le 11 janvier 1807, de fortifier la position de Siereck, et d’y établir plusieurs ponts et têtes de ponts. Le 9 mai suivant, il fait passer en présence de l’ennemi, dans la presqu’ile formée par le confluent du Bug et du Narew, la division de réserve commandée par le général Lemarrois, et en trois jours et trois nuits une tête de pont de 500 mètres de développement et un pont de bateaux sont établis. Le 16 du même mois, l’Empereur lui confie le commandement du génie au corps d’observation stationné à Mecklembourg, il y organise son arme, y prépare tous les moyens nécessaires pour la reprise des hostilités avec la Suède, fait construire en présence de l’ennemi les ponts de Demmin, et peu après celui de Loitz. Il fait la reconnaissance de la Penne, de la Recknitz, de la Trebel, de la Tollense, et des côtes de la Poméranie suédoise, indique les points offensifs et défensifs qu’il faut armer, y fait construire des batteries et recueil les premiers matériaux qui doivent servir à l’attaque de Stralsund. Chef de l’état-major général du génie lors du siège de cette place, il en suit les opérations jusqu’au 1er octobre, puis il rejoint le grand quartier général à Berlin. 
En janvier 1808, il est chargé des travaux de défense de Stettin, et en 1809, il se rend à l’armée d’Allemagne. En 1810, il est envoyé à Ostende, et il est promu colonel le 17 octobre 1810. Il conserve le commandement de cette place jusqu’en août 1815. Il reçoit la croix d’officier de la Légion d’honneur le 29 juillet 1814, et celle de chevalier de Saint-Louis le 17 septembre 1814. Il est admis à la retraite le 1er août 1815.
Il est promu au grade honorifique de maréchal de camp le 1er novembre 1826, et il meurt le 23 janvier 1836, à Metz.

## Famille
- Fils de J.B Ardant du Masjambost (1719-1764), conseiller du roi, contrôleur et contre-garde de la monnaie de Limoges, et de Marie Anne de Douhet de Puymolinier.
- Marié le 5 juillet 1797, avec Marie Maujean de Labry (1763-1851), ils ont deux enfants dont Paul-Joseph Ardant (1800-1858), général de brigade et député de la Moselle.

## Dotation
- Dotation de 500 francs de rente annuelle sur le Monte Napoleone le 17 mars 1808.

## Sources
- A. Lievyns, Jean Maurice Verdot, Pierre Bégat, Fastes de la Légion-d'honneur, biographie de tous les décorés accompagnée de l'histoire législative et réglementaire de l'ordre, Tome 4, Bureau de l’administration, 1844, 640 p. (lire en ligne), p. 469.
- Danielle Quintin et Bernard Quintin, Dictionnaires des colonels de Napoléon, S.P.M., 2013, 978 p. (ISBN 978-2-296-53887-0, lire en ligne), p. 47
- « Cote LH/47/14 », base Léonore, ministère français de la Culture
- Nicole Goterri et Jean Tulard, La Police secrète du Premier Empire : De juillet a décembre 1811, H. Champion, 1997, p. 394-446.